# Coreius guichenoti
Coreius guichenoti es una especie de peces de la familia de los
Cyprinidae en el orden de los Cypriniformes.

## Morfología
- Los machos pueden llegar alcanzar los 35,7 cm de longitud total.[1][2]

## Hábitat
Es un pez de agua dulce y de clima subtropical.

## Distribución geográfica
Se encuentra en Asia: río Changjiang en la China.